# Gerhard von Mastricht
Gerhard von Mastricht (né le 26 septembre 1639 à Cologne, mort le 22 janvier 1721 à Brême) est un juriste allemand.

## Biographie
Gerhard von Mastricht est d'origine hollandaise.
On sait peu de choses sur les débuts de la carrière de Mastricht. En 1665, il obtient son doctorat de la faculté de droit de l'université de Bâle. On ignore encore une fois où il se trouve jusqu'en 1669. Cette année, il accepte un poste à l'université de Duisbourg. Il reçoit une chaire titulaire d'histoire et de grec. Ici, il enseignera et publiera pendant près de deux décennies.
En 1688, Mastricht est nommé magistrat et syndic de la ville hanséatique libre de Brême. Il répond à cet appel, quitte l'université et s'installe à Brême. Outre son travail journalistique et son travail en politique intérieure, il touche également à la politique étrangère. Ses rôles sont variés, allant de la participation à des conférences, par exemple sur la monnaie à Hambourg, à la fonction de négociateur, par exemple à Münster.
Petrus van Mastricht est son frère.
Son ouvrage Historia iuris ecclesiastici et pontificii, seu de ortu, progressu, incrementis, collectionibus, auctoribusque iuris ecclesiastici et pontificii tractatio, publié en 1676, est mis à l’Index librorum prohibitorum par décret le 15 juillet 1715.